# جواز سفر باراغواي

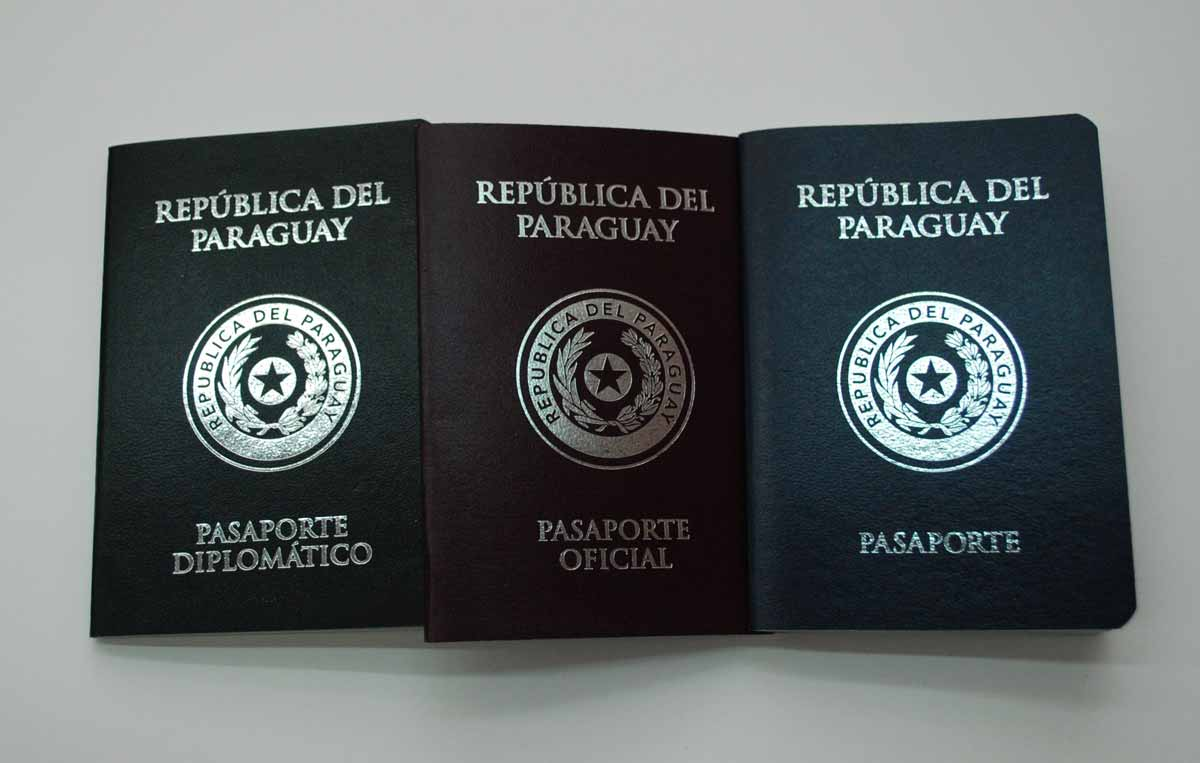
جوازات السفر الدبلوماسية والعادية

يصدر جوازات السفر لمواطني باراغواي السفر إلى خارج باراغواي. للسفر إلى دول ميركوسور، يمكن لمواطني باراغواي استخدام بطاقة الهوية الخاصة بهم. اعتبارًا من 13 أبريل 2021 كان مواطنو باراغواي يتمتعون بإمكانية الدخول بدون تأشيرة أو تأشيرة عند الوصول إلى 142 دولة وإقليم، مما جعل جواز سفر باراغواي يحتل المرتبة 34 مع من حيث حرية السفر وفقًا لمؤشر هينلي لجوازات السفر.